# Cook Islands Māori (Volk)
Die Cook Islands Māori (auch Cookinseln-Maori) stellen die indigene Bevölkerung der Cookinseln. Sie stellen 87,7 % der Bevölkerung der Cookinseln, weitere 5,8 % stammen zum Teil von Maori ab.

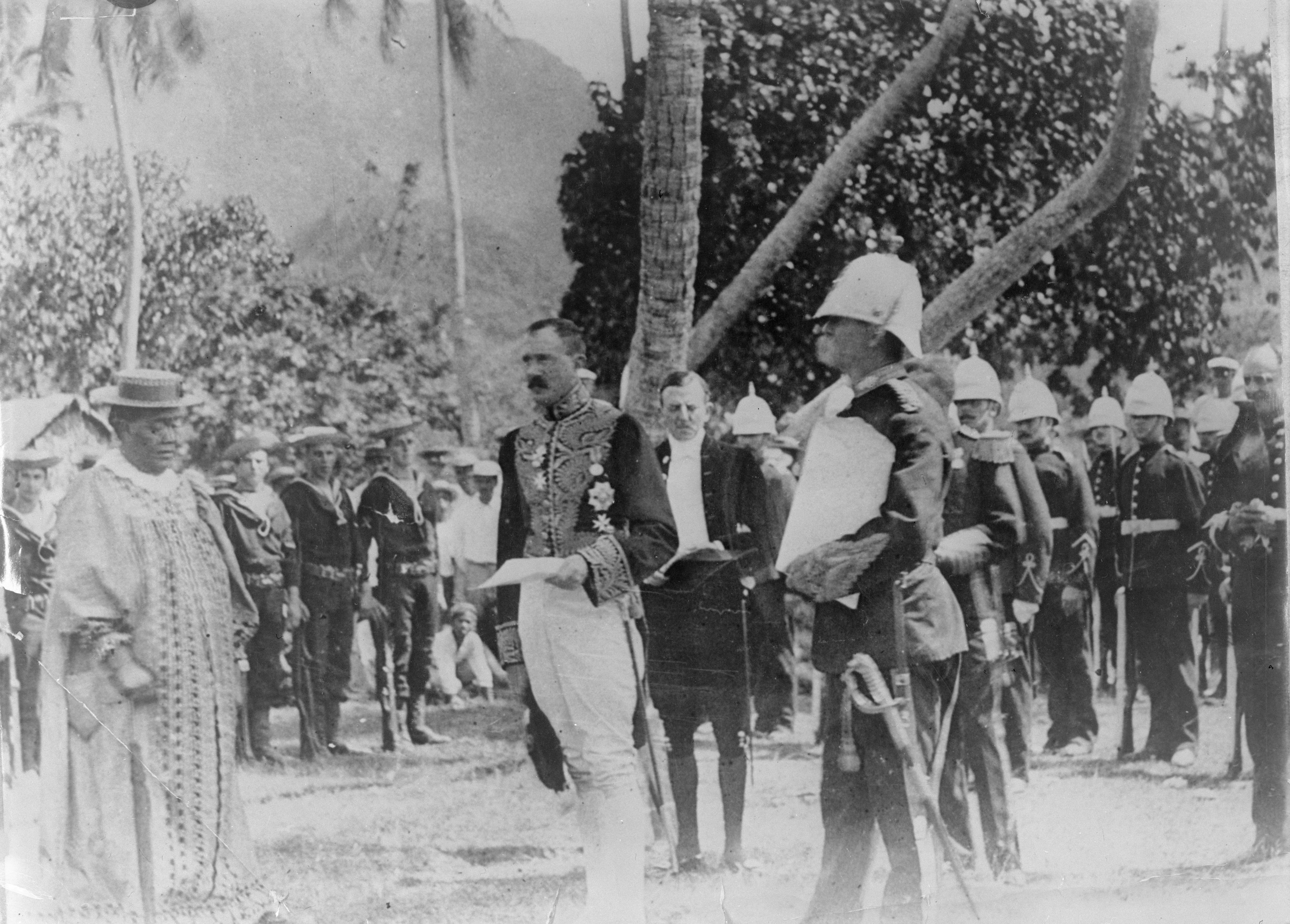
Gouverneur Lord Ranfurly beim Verlesen der Annektionserklärung vor Queen Makea am 7. Oktober 1900.

## Geschichte
Die aus der pazifischen Inselwelt stammenden polynesischen Vorfahren der Cook Islands Māori besiedelten vermutlich bereits im 9. Jahrhundert die Inselgruppen der Cookinseln. Diese wurden 1888 vom Vereinigten Königreich „unter Schutz gestellt“, im Jahr 1900 annektiert und der Verwaltung durch Neuseeland unterstellt. Mit dem 4. August 1965 erhielten die Cookinseln die volle Selbständigkeit und sind ein unabhängiger Inselstaat in „freier Assoziierung mit Neuseeland“.

## Sprache
Die Rarotonganische Sprache der Māori der Cookinseln ist seit dem Te Reo Maori Act 2003 Amtssprache auf den Cookinseln. Sie ist am nächsten mit Tahitianisch und der Sprache der Māori in Neuseeland verwandt.